# 山梨県道607号北原下条南割線
山梨県道607号北原下条南割線（やまなしけんどう607ごう きたはらしもじょうみなみわりせん）は、山梨県韮崎市を起点・終点とする一般県道である。

## 概要
釜無川の河岸段丘上に作られた道路であり、狭隘区間が多い。

### 路線データ
- 起点：山梨県韮崎市旭町上條北割北原（山梨県道613号甘利山公園線交点）
- 終点：山梨県韮崎市龍岡町下條南割（下条南割交差点＝山梨県道42号韮崎南アルプス富士川線交点）
- 延長：約4km

## 通過する自治体
- 山梨県韮崎市

## 交差・接続する道路
- 山梨県道613号甘利山公園線（韮崎市旭町上條北割）
- 山梨県道42号韮崎南アルプス富士川線（韮崎市龍岡町下條南割・下条南割交差点）

## 周辺
- 大草郵便局
- 韮崎市立甘利小学校
- 韮崎市立竜岡保育園
- 韮崎市営竜岡体育館